# Epizoanthus barlesi
Epizoanthus barlesi is een Zoanthideasoort uit de familie van de Epizoanthidae. De wetenschappelijke naam van de soort is voor het eerst geldig gepubliceerd in 1945 door Carlgren.